# Famille de Rauglaudre
La famille de Rauglaudre, olim Droguelot, est une famille française subsistante d'ancienne bourgeoisie, originaire de Villaines-en-Duesmois en Côte-d'Or, puis établie dans la Marne. Elle compte Daniel de Rauglaudre, le créateur de la base Roglo.

## Onomastique
Ce nom de famille est peu usité en France : 11 naissances entre 1891 et 1915, 13 entre 1916 et 1940, 21 entre 1941 et 1965, 27 entre 1966 et 1990.

## Filiation

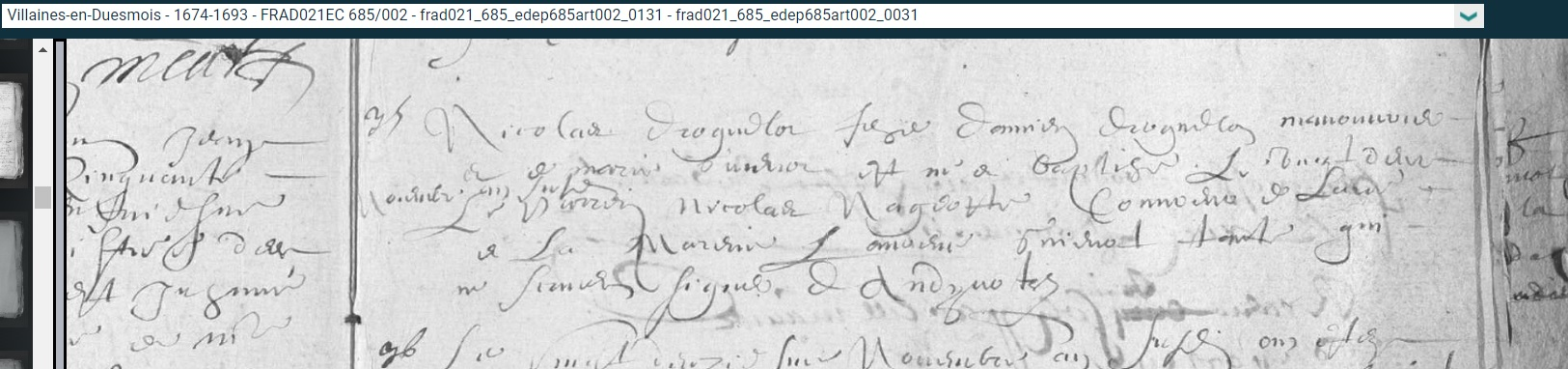
1676.11.28 - Acte de baptême de Nicolas Droguelot.

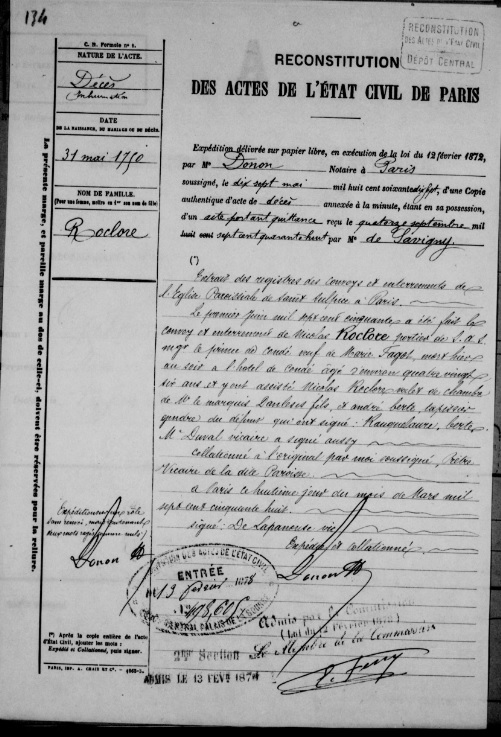
1750.05.31 - Acte de décès de Nicolas Roclore.

Les registres de l'état civil permettent d'établir la descendance de Nicolas Droguelot (1676-1750) dit « Roclore ».
- Nicolas Droguelot dit « Roclore » (28 novembre 1676 à Villaines-en-Duesmois (21) - 31 mai 1750 à Paris (paroisse Saint-Sulpice)), postillon du prince de Condé, puis marchand et bourgeois de Paris. En 1703, il épouse Marie Fagot[2].
  - Nicolas Germain Deroglau (30 mai 1714 à Versailles - 8 septembre 1801 à Sermaize-les-Bains (51)), aubergiste à Sermaize-les-Bains (Marne). Le 26 mai 1766, à Sermaize-les-Bains (51), il épouse Nicole Biguet.
    - Claude de Rauglaudre (3 mars 1780 à Sermaize-les-Bains (51) - 11 avril 1848 à Suèvres (41)), capitaine de cavalerie, chevalier de Saint-Louis, épouse en 1824 Eléonore-Joséphine de Mont d'Or[3], veuf, puis épouse en secondes noces en 1830 Henriette de Salligny (1798-1879).
      - Maria-Nicole dite Nicole de Rauglaudre (1831-1906) épouse John Mac Carthy, Irlandais établi en Lorraine.
        - Elisabeth Mac Carthy (1851-1940) épouse  en 1876 à Saint-Max (Meurthe-et-Moselle), Maxime de Vaugiraud (1830-1906), arrière-petit-fils de Pierre de Vaugiraud[4].

      - Frédéric de Rauglaudre (17 octobre 1833 à Alliancelles (51) - 19 octobre 1922 à Tamaris (30)), chef d'escadron de cavalerie, chevalier de l'ordre national de la Légion d'honneur, épouse Blanche de Ponthon.
        - André de Rauglaudre (30 avril 1864 à Éclaron-Braucourt-Sainte-Livière (52) - 18 juin 1937 à Nancy) épouse Pauline de Vathaire.
          - Jean de Rauglaudre (1897-1989[5]), chevalier de l'ordre national de la Légion d'honneur. Il épouse Valentine Marie Renée Dupin de Saint-Cyr (12 janvier 1903 à Bordeaux - 14 mai 1979 à Trélissac (24)). De ce mariage, naissent treize enfants.
            - Jacques de Rauglaudre (1925-2005[6]), officier de l'ordre national de la Légion d'honneur. Il épouse Claudie Chéneaux (1927)[7].
              - Brigitte de Rauglaudre (1948)
              - Jacques Michel de Rauglaudre (1949-2007[8]), ingénieur diplômé de l'Institut supérieur d'électronique de Paris (promotion 1972)[9], « porté disparu » dans les Pyrénées le 14 juillet 2007[10] et déclaré mort, à la découverte de son corps, le 18 octobre 2007[11].
              - Olivier de Rauglaudre (1952-1971[12]), mort dans un accident de voiture à Cluses.
              - Nicolas de Rauglaudre (1954), physicien, philosophe, étudiant en théologie, notoire pour avoir effectué le pèlerinage de Saint-Jacques-de-Compostelle, bien qu'étant unijambiste. Il épouse Véronique Derenne.
                - Blandine de Rauglaudre, ingénieur diplômée de l'Institut national des sciences appliquées de Rouen  (promotion 2012)[13].

              - Daniel de Rauglaudre (1955), auteur du logiciel libre de généalogie Geneweb et créateur de la base Roglo.
              - Thérèse de Rauglaudre (1959)
              - Laurent de Rauglaudre (1960), ingénieur diplômé de l'École supérieure d'ingénieurs en génie électrique (promotion 1985)[14].
              - Emmanuel de Rauglaudre (1962), ingénieur diplômé de l'École nationale de l'aviation civile (promotion 1982)[15]. Il épouse Anita Jauffret.

            - Jean-Paul de Rauglaudre épouse Françoise Rimbaud.
              - Jean-Marie de Rauglaudre (1958) épouse Béatrice Pierre.
                - Lucie de Rauglaudre (1990), docteur en médecine. Elle épouse Guillaume Ya.
                - Jean de Rauglaudre (1997), ingénieur diplômé de l'Université de technologie de Compiègne (promotion 2020)[16]. Il épouse Adèle Ducurtil en août 2022[17].

              - Pierre de Rauglaudre (1964), membre du réseau Ashoka[18] marié à Agnès Pivot.
                - Timothée de Rauglaudre (1996), journaliste.

            - Marc de Rauglaudre (1930-2000[19]) épouse Jacqueline de Rémond du Chélas[20].
              - Gonzague de Rauglaudre, ingénieur diplômé de l'École supérieure d'électricité (promotion 1986)[21],[22]. Il épouse  Guillemette Doublard du Vigneau.
              - Yann de Rauglaudre, ingénieur diplômé de l'École centrale de Nantes (promotion 1990)[23]

            - Bertrand de Rauglaudre épouse Jacqueline Trillard.
              - Pascal de Rauglaudre, journaliste[24].

            - Gérard de Rauglaudre (1939-2021[25]) épouse Ghislaine Gardette[26],[20].
              - Gaëtan de Rauglaudre(1966[27]), docteur en médecine, cancérologue[28]. Il épouse Nathalène de Bruchard[26].
                - Cyprien, ingénieur diplômé de l'École centrale de Lyon (promotion 2016)[29].

          - Loïc de Rauglaudre (1908-1995[30]) épouse Gabrielle Samain[20].
            - Annick de Rauglaudre (1940-1995)  dite Annik Beauchamps. Elle épouse Xavier Gouyou-Beauchamps (1937-2019).

## Personnalités

### Notoires pour l'encyclopédie
- Annik Beauchamps, née Annick de Rauglaudre (1940-1995), comédienne et animatrice de télévision et de radio française.
- Timothée de Rauglaudre (1996), journaliste d'investigation français, spécialisé dans les questions religieuses et sociales.

## Pour approfondir